# Vălceanovo, Burgas
Vălceanovo (în bulgară Вълчаново) este un sat în comuna Sredeț, regiunea Burgas,  Bulgaria. 

## Demografie
Componența etnică a satului Vălceanovo
     Bulgari (85,43%)
     Nicio identificare (14,56%)
     Altele (0%)
La recensământul din 2011, populația satului Vălceanovo era de 103 locuitori. Din punct de vedere etnic, majoritatea locuitorilor (85,43%) erau bulgari. Pentru 14,56% din locuitori nu este cunoscută apartenența etnică.